# Bella Thorne
Bella Thorne, właśc. Annabella Avery Thorne (ur. 8 października 1997 w Pembroke Pines) – amerykańska aktorka, tancerka, reżyserka, piosenkarka i modelka. Grała Ruthy Spivey w serialu NBC Mój śmiertelny wróg (2008) i Tancy Henrickson w czwartym sezonie serialu HBO Trzy na jednego (2010), a następnie zyskała na popularności jako Cecelia „CeCe” Jones w sitcomu Disney Channel Taniec rządzi (2010–2013). Wcieliła się także w postać Paige Townsen w serialu Freeform Famous In Love (2017–2018) i wzięła udział w 38 filmach fabularnych, w tym w komedii romantycznej Rodzinne rewolucje (2014) czy komedii animowanej Alvin i wiewiórki: Wielka wyprawa (2015).

## Życiorys

### Młodość
Annabella Avery Thorne urodziła się w Pembroke Pines na Florydzie jako córka Tamary Thorne (z domu Beckett) i Delanceya Reinaldo „Reya” Thorne’a. Jej matka była pochodzenia włoskiego, a jej ojciec był Kubańczykiem. Wychowywała się ze starszym rodzeństwem - dwiema siostrami - Kaili (ur. 1992) i Dani (ur. 1993) oraz bratem Remym (ur. 1995). Thorne korzystała z edukacji domowej. W kwietniu 2010 w jednym z wywiadów potwierdziła, że ma dysleksję. W 2007, kiedy miała dziesięć lat jej ojciec zginął w wypadku drogowym.

### Kariera modelki
W wieku sześciu tygodni miała już pierwszą sesję zdjęciową dla magazynu „Parents”. Jako modelka reklamowała Texas Instruments, dżinsy Guess, wyroby Tommy’ego Hilfigera, Gap Inc., J.Lo i Ralpha Laurena. Była na okładkach „Seventeen”, „Teen Vogue”, „Gay Times”, „Glamour”, „Marie Claire”, „GQ” i „Elle”. Wystąpiła w teledysku do piosenki Liama Payne’a „Bedroom Floor” (2017) i wideoklipie do utworu Logana Paula „Outta My Hair” (2017).

### Kariera ekranowa

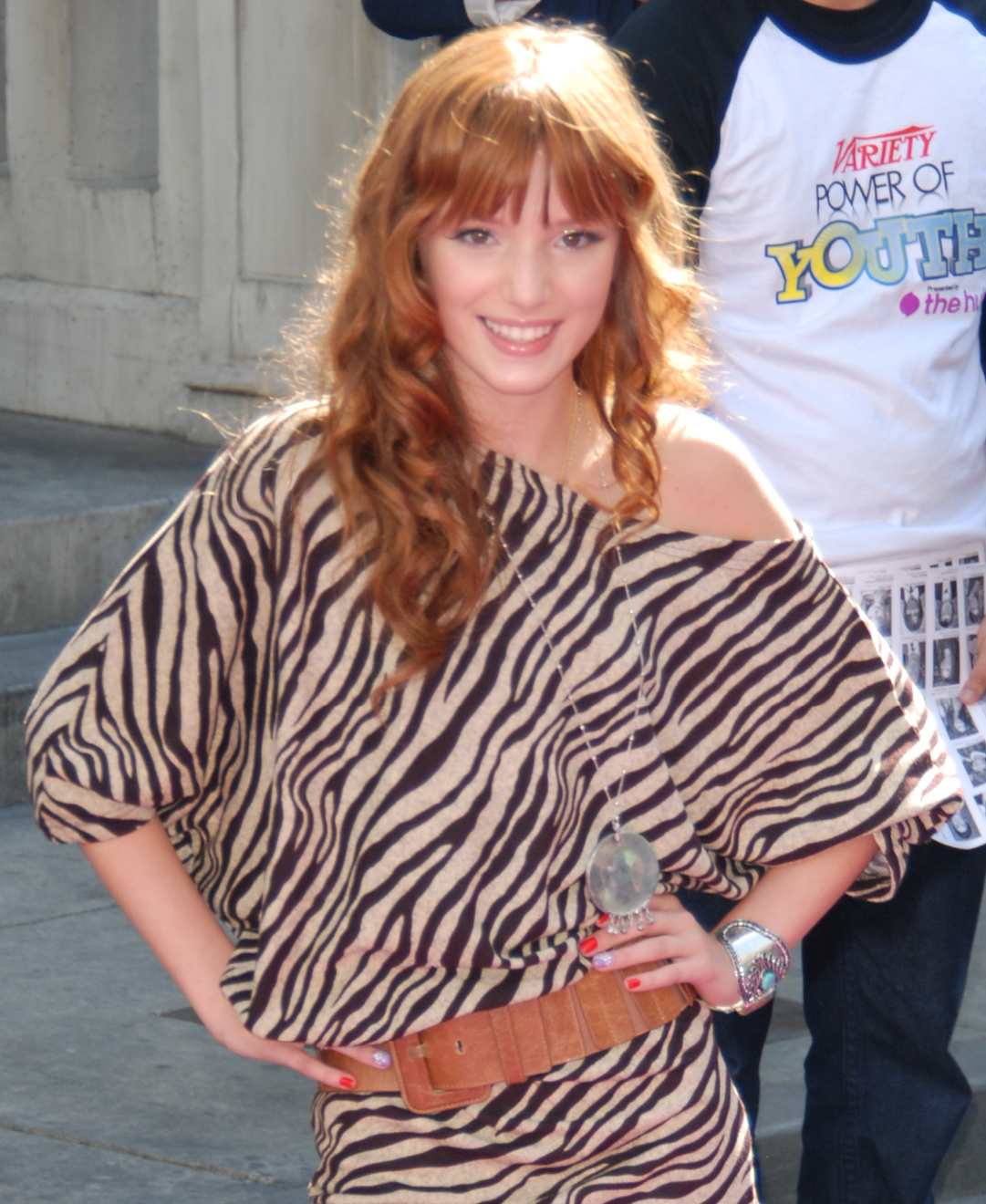
Bella Thorne (2010)

Mając sześć lat zadebiutowała na kinowym ekranie w roli fanki MC Sideline w komedii Bobby’ego Farrelly i Petera Farrelly Skazani na siebie (Stuck on You, 2003) u boku Matta Damona i Grega Kinneara. Występowała później w serialach: Jimmy Kimmel Live! (2006), Ekipa (2006), Życie na fali (2007), Seks, kasa i kłopoty (2007–2008), Powrót na October Road (2008), gdzie jej starszy brat Remy wystąpił gościnnie w jednym odcinku jako młodszy brat Eddie Latekka. Za kreację Ruthy Spivey w serialu NBC Mój śmiertelny wróg (2008) u boku Christiana Slatera i Taylora Lautnera otrzymała nagrodę Young Artist Award. Wkrótce przyjęła rolę Cecelii „CeCe” Jones, najlepszej przyjaciółki Rocky Blue (Zendaya Coleman), dyslektyczki, świetnej tancerki marzącej o wielkiej karierze w sitcomie Disney Channel Taniec rządzi (2010–2013), za którą odebrała Young Artist Award.
W horrorze Forget Me Not (2009) zagrała rolę mściwego antagonisty Angelę Smith. Potem pojawiła się jako Wendy w dziesięciu odcinkach internetowej serii Little Monk (2009). W dramacie rodzinnym Raspberry Magic (2010) przyjęła rolę drugoplanową Sarah Patterson. Jako Avalon Greene w telewizyjnym komediodramacie Disney Channel Original Movies Nie-przyjaciele (2012) zdobyła Young Artist Award. 30 lipca 2014 ogłoszono, że Thorne wystąpi gościnnie w jednym z odcinków przebojowego serialu kryminalnego CBS CSI: Kryminalne zagadki Las Vegas – pt. „Book of Shadows”, który został wyemitowany 19 października 2014. W komedii romantycznej Rodzinne rewolucje (2014) z Drew Barrymore wystąpiła jako córka głównego bohatera (Adam Sandler). Za rolę Niny Patterson w serialu MTV Krzyk (2015) była nominowana do Teen Choice Awards. W dreszczowcu Niebezpieczni intruzi (2016) u boku Jasona Patrica zagrała postać Jamie Mitchell, pozbawionej złudzeń nastolatki intensywnie strzegącej prywatnej tajemnicy. Rola Paige Townsen w serialu Freeform Famous In Love (2017–2018) przyniosła jej trzy nominacje do Teen Choice Awards.
W sierpniu 2019 Pornhub ogłosiła, że Thorne zadebiutuje w jej sieci. Film krótkometrażowy Her & Him (2019) z udziałem Abelli Danger i Smalla Handsa został pokazany na festiwalu filmowym w Oldenburgu w dniach 11–20 września 2019. W listopadzie 2019 Thorne otrzymała nagrodę Vision podczas drugiej dorocznej gali wręczenia nagród PornHub Awards w Los Angeles. Film zdobył XBIZ Award w kategorii najlepsza scena seksu i pięć nominacji do AVN Award.
W 2020 zarejestrowała się w serwisie OnlyFans, w którym można publikować nagrania erotyczne, zarabiając 1 mln dol. w 24 godziny, co było rekordem portalu.

### Kariera muzyczna

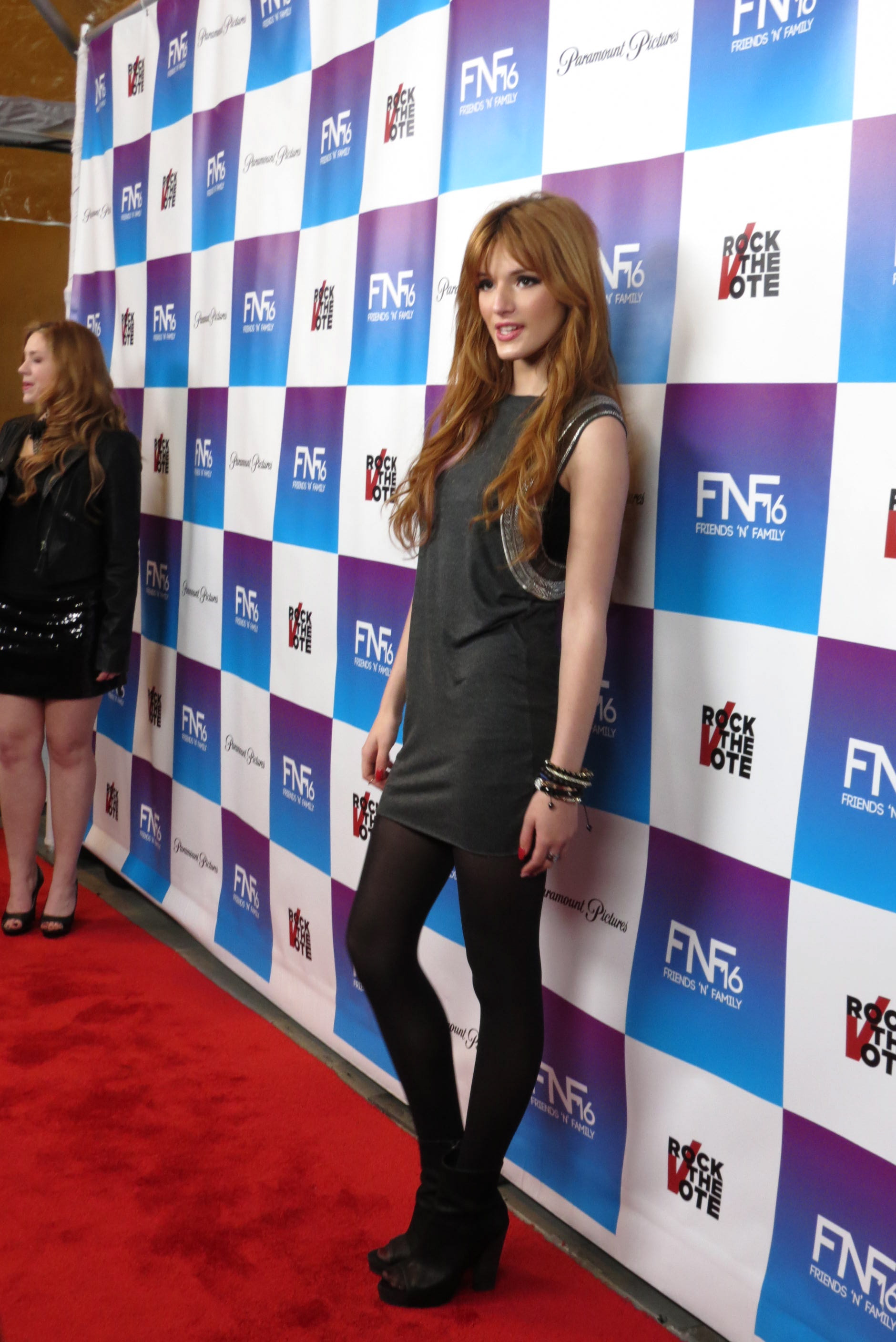
Bella Thorne (2013)

Na potrzeby serialu Taniec rządzi nagrywała pojedyncze single takie jak: „Watch Me” (2011), „TTYLXOX” (2012) i „Something to Dance For/TTYLXOX Mash-Up” (2012). Muzyka składa się z utworów w stylach takich jak bubblegum pop, 1980s pop, dance-pop, electropop, R&B i Indie. Styl muzyczny można również porównać do stylów następujących artystów: Usher, Joan Jett, Kesha, Miley Cyrus i Selena Gomez. Jednak za swoją muzyczną inspirację piosenkarka uważa Katy Perry.
30 marca 2013 zostało potwierdzone przez Hollywood Records za pośrednictwem Twittera, że Bella Thorne oficjalnie podpisała kontrakt z wytwórnią płytową.
14 maja 2014 ukazał się jej debiutancki singiel „Call It Whatever”. Oficjalny teledysk miał premierę na kanale Vevo 29 maja 2014.
15 października 2014 ujawniła, że jej debiutancki album został odwołany, lecz zamiast tego 17 listopada 2014 wydała EP o nazwie Jersey.

### Inne przedsięwzięcia
Często bierze udział w akcjach charytatywnych, w których zbiera się pieniądze na schroniska. Bella bierze też udział w innych tego typu akcjach, np. dla biednych dzieci w Afryce.
W maju 2013 potwierdzono, że Bella Thorne podpisała nowy kontrakt do napisania serii książek, poczynając od jej pierwszej powieści Autumn Falls, która została wydana 11 listopada 2014 w USA. Pod koniec 2014 ujawniła, że praca nad drugim tomem jej serii książek została zakończona. Natomiast na początku 2015 pokazała fanom na swoim Instagramie zdjęcie oficjalnej okładki książki, która została zatytułowana Autumn's Kiss.
Bella jest zwolenniczką Humane Society, fundacji Cystic Fibrosis i organizacji Nomad, która wspomaga edukację, ilość żywności i środków medycznych dla biednych dzieci w Afryce. Jest także ambasadorką firmy Neutrogena oraz organizacji iDecide, która wspiera nastolatków z całego świata w okresie dorastania, pomaga im go przejść oraz sama Bella Thorne rozwiązuje problemy z jakimi borykają się jej fani w tym okresie. Artystka wzięła również udział w organizacji Thirst Project, która stale dba o dostęp wody do krajów, w których jej brakuje.

## Filmografia

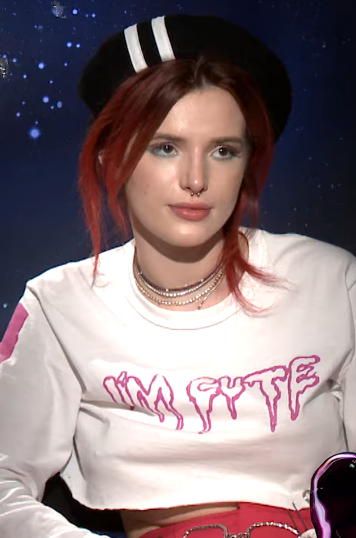
Bella Thorne (2018)

### Filmy
| Rok  | Tytuł                                                           | Rola                              |
| ---- | --------------------------------------------------------------- | --------------------------------- |
| 2003 | Skazani na siebie                                               | fanka MC Sideline                 |
| 2007 | Blind Ambition                                                  | Annabella                         |
| 2007 | The Seer                                                        | młoda Clarie                      |
| 2007 | The Craw                                                        | Julia                             |
| 2009 | Water Pills                                                     | dziewczynka z załamaniem nerwowym |
| 2009 | Forget me Not                                                   | młoda Angela                      |
| 2010 | Raspberry Magic                                                 | Sarah Patterson                   |
| 2010 | Under the influence                                             | Danielle                          |
| 2010 | Corpse                                                          | Mallory                           |
| 2010 | One Wish                                                        | kurierka                          |
| 2011 | Taxidermist                                                     | Skylar                            |
| 2012 | Shake It Up: Made In Japan                                      | CeCe Jones                        |
| 2012 | Nie-przyjaciele                                                 | Avalon Greene                     |
| 2013 | Buttermilk Sky                                                  | Jennie                            |
| 2014 | Home Invasion                                                   | Jamie                             |
| 2014 | Aleksander – okropny, straszny, niezbyt dobry, bardzo zły dzień | Celia                             |
| 2014 | Rodzinne Rewolucje                                              | Hilary Friedman                   |
| 2014 | Mostly Ghostly 2: Have You Met My Ghoulfriend                   | Cammy Cahill                      |
| 2014 | The DUFF                                                        | Madison                           |
| 2015 | Alvin i wiewiórki: Wielka wyprawa                               | Ashley                            |
| 2015 | Big Sky                                                         | Hazel                             |
| 2016 | Ratchet & Clank                                                 | Cora                              |
| 2016 | Bu2! Madea i Halloween                                          | Rain                              |
| 2017 | Niebezpieczni intruzi                                           | Jamie Mitchell                    |
| 2017 | You Get Me                                                      | Holly Viola                       |
| 2017 | Amityville: Przebudzenie                                        | Belle Walker                      |
| 2017 | Opiekunka                                                       | Allison                           |
| 2018 | Assassination Nation                                            | Reagan                            |
| 2018 | W blasku nocy                                                   | Katie                             |
| 2018 | I Still See You                                                 | Veronica                          |
| 2018 | Ride                                                            | Jessica                           |
| 2018 | Infamous                                                        | Arielle                           |
| 2020 | Opiekunka: Demoniczna królowa                                   | Allison                           |
| 2020 | Girl                                                            | Girl                              |
| 2020 | Babski krąg                                                     | Olivia                            |
| 2021 | Masquerade                                                      | Rose                              |
| 2021 | Habit                                                           | Mads                              |
| 2021 | Time Is Up                                                      | Vivien                            |
| 2022 | Miara zemsty                                                    | Taz                               |
| 2022 | Time Is Up 2                                                    | Vivien                            |
| 2023 | Divinity                                                        | Ziva                              |
| 2023 | Rumble Through the Dark                                         | Annette                           |
| 2024 | Saint Clare                                                     | Clare Bleecker                    |

### Seriale
| Rok       | Tytuł                       | Rola                        |
| --------- | --------------------------- | --------------------------- |
| 2003      | Życie na fali               | młoda Taylor                |
| 2006      | Jimmy Kimmel Live!          | Jess                        |
| 2007      | Ekipa                       | dziewczynka                 |
| 2007–2008 | Seks, kasa i kłopoty        | Margaux Darling             |
| 2008      | Powrót na October Road      | Angela Ferilli              |
| 2008      | Mój śmiertelny wróg         | Ruthy Spivey                |
| 2009      | In the Motherhood           | Annie                       |
| 2009      | Mental: Zagadki umysłu      | Emily                       |
| 2010      | Czarodzieje z Waverly Place | Nancy Lukey                 |
| 2010      | Taniec rządzi               | CeCe Jones                  |
| 2010      | Trzy na jednego             | Tancy Henrickson            |
| 2011      | Powodzenia, Charlie!        | CeCe Jones                  |
| 2014      | Red Band Society            | Delaney Shaw                |
| 2015      | Scream                      | Nina Patterson              |
| 2015      | K.C. nastoletnia agentka    | dziewczyna Erniego          |
| 2017–2018 | Famous In Love              | Paige Townsen / August Roch |
| 2021      | Paradise City               | Lily Mayflower              |
| 2022      | American Horror Stories     | Marci                       |

## Dyskografia

### Albumy

#### 2011 –Shake It Up: Break It Down
- Watch Me (ft. Zendaya)

#### 2012 –Shake It Up: Live 2 Dance
- TTYLXOX
- Something to Dance for/TTYLXOX (ft. Zendaya)

#### 2012 –Shake It Up: Made In Japan
- Fashion Is My Kryptonite (ft. Zendaya)
- Made In Japan (ft. Zendaya)
- The Same Heart (ft. Zendaya)

#### 2012 – Disney Channel Holiday Playlist
- Rockin’ Around The Christmas Tree

#### 2013 –Shake It Up: I Love Dance
- Get'cha Head in the Game
- This Is My Dance Floor (ft. Zendaya)
- Contagious Love (ft. Zendaya)
- Blow The System

#### 2014 – Jersey EP
- Jersey
- Paperweight
- One More Night
- Boyfriend Material
- Call It Whatever (Razor N Guido Remix)

### Single

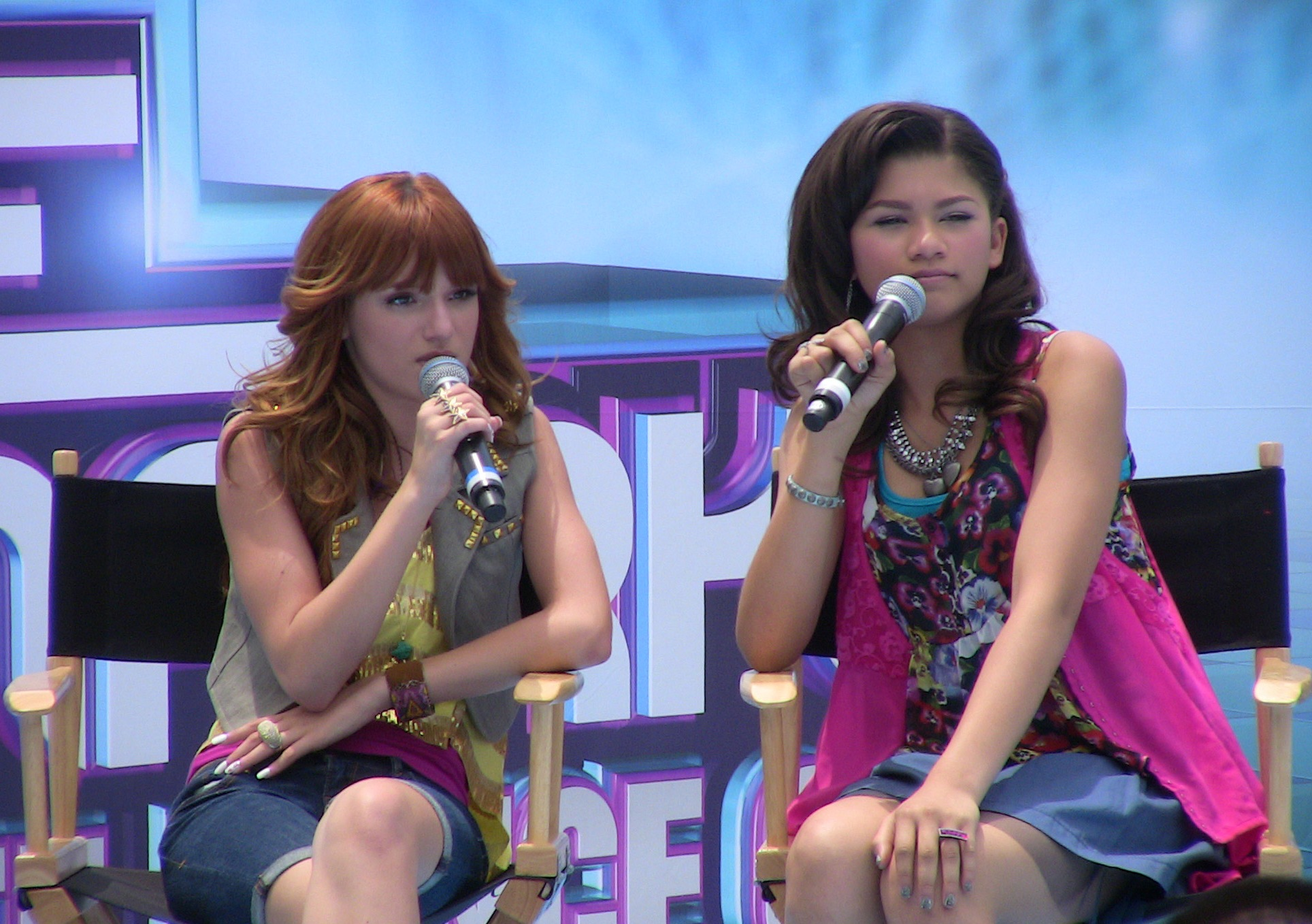
Bella Thorne i Zendaya Coleman

| Tytuł                                        | Rok  | Album                           |
| -------------------------------------------- | ---- | ------------------------------- |
| Watch Me (ft. Zendaya)                       | 2011 | Shake It Up: Break It Down      |
| Bubblegum Boy (ft. Pia Mia)                  | 2011 | –                               |
| TTYLXOX                                      | 2012 | Shake It Up: Live 2 Dance       |
| Something to Dance for/TTYLXOX (ft. Zendaya) | 2012 | Shake It Up: Live 2 Dance       |
| Fashion Is My Kryptonite (ft. Zendaya)       | 2012 | Shake It Up: Made In Japan      |
| Made In Japan (ft. Zendaya)                  | 2012 | Shake It Up: Made In Japan      |
| The Same Heart (ft. Zendaya)                 | 2012 | Shake It Up: Made In Japan      |
| Can’t Stay Away (ft. IM5band)                | 2012 | –                               |
| Rockin’ Around The Christmas Tree            | 2012 | Disney Channel Holiday Playlist |
| Get'cha Head in the Game                     | 2013 | Shake It Up: I <3 Dance         |
| This Is My Dance Floor (ft. Zendaya)         | 2013 | Shake It Up: I <3 Dance         |
| Contagious Love (ft. Zendaya)                | 2013 | Shake It Up: I <3 Dance         |
| Blow The System                              | 2013 | Shake It Up: I <3 Dance         |
| Ring Ring                                    | 2013 | –                               |
| Let's Get Tricky (ft. Roshon Fegan)          | 2013 | –                               |
| Christmas Wrapper                            | 2013 | –                               |
| Bad Case Of You                              | 2014 | –                               |
| Call It Whatever                             | 2014 | Jersey EP                       |
| Jersey                                       | 2014 | Jersey EP                       |

## Nagrody i nominacje
| Rok  | Nagroda             | Kategoria                                                             | Przedmiot nominacji         | Rezultat  |
| ---- | ------------------- | --------------------------------------------------------------------- | --------------------------- | --------- |
| 2008 | Young Artist Awards | Najlepszy występ w serialu TV                                         | Życie na fali               | Nominacja |
| 2009 | Young Artist Awards | Najlepszy występ w serialu TV                                         | Powrót na October Road      | Nominacja |
| 2009 | Young Artist Awards | Najlepszy występ w serialu telewizyjnym (komediowym lub dramatycznym) | Mój śmiertelny wróg         | Wygrana   |
| 2010 | Young Artist Awards | Najlepszy występ w serialu telewizyjnym                               | Mental: Zagadki umysłu      | Nominacja |
| 2011 | Young Artist Awards | Najlepszy występ w serialu telewizyjnym                               | Trzy na jednego             | Nominacja |
| 2011 | Young Artist Awards | Najlepszy występ w serialu telewizyjnym                               | Czarodzieje z Waverly Place | Nominacja |
| 2011 | Young Artist Awards | Wybitny młody członek obsady w serialu telewizyjnym                   | Taniec rządzi               | Nominacja |
| 2011 | Young Artist Awards | Najlepszy występ w serialu telewizyjnym                               | Taniec rządzi               | Wygrana   |
| 2011 | Imagen Awards       | Najlepsza młoda aktorka telewizyjna                                   | Taniec rządzi               | Nominacja |
| 2012 | Young Artist Awards | Wybitny młody członek obsady w serialu telewizyjnym                   | Taniec rządzi               | Nominacja |
| 2012 | Young Artist Awards | Najlepszy występ w serialu telewizyjnym                               | Taniec rządzi               | Nominacja |
| 2012 | Imagen Awards       | Najlepsza młoda aktorka telewizyjna                                   | Taniec rządzi               | Wygrana   |
| 2012 | ALMA Awards         | Ulubiona aktorka telewizyjna (rola w komedii)                         | Taniec rządzi               | Nominacja |
| 2013 | Imagen Awards       | Najlepsza młoda aktorka telewizyjna                                   | Taniec rządzi               | Nominacja |
| 2014 | Teen Choice Awards  | Choice Female Hottie                                                  | Bella Thorne                | Nominacja |